# GoOut.cz
GoOut je internetový server, který od 1. září 2011 poskytuje přehled kulturních akcí. Kromě databáze kulturních akcí také od jara 2014 prodává vstupenky na kulturní akce. 
Mezi významné instituce a kulturní akce, se kterými GoOut v rámci prodeje lístků spolupracuje, patří např. MeetFactory, Roxy, Národní galerie, Kunsthalle Praha, galerie DOX, Lucerna Music Bar, Jatka78, Žižkovské divadlo Járy Cimrmana, Měšťanská beseda Plzeň, Divadlo Bolka Polívky, brněnské divadlo Husa na provázku, klub Fléda a festivaly Rock for People, Colours of Ostrava nebo Let it Roll.
GoOut je členem festivalové asociace FESTAS.

## Historie
Webová stránka GoOut.cz byl spuštěna v září 2011, od léta 2013 pak funguje oficiálně pod společností GoOut s.r.o. Společnost založili Vojtěch Knyttl, Vojtěch Otevřel a Petr Zátorský s cílem zlepšit informovanost lidí o kultuře v České republice. 
Kulturní přehled GoOut začal působit nejprve v Praze, poté se rozšířil do Brna, Ostravy a Plzně. Na jaře 2014 GoOut spustil předprodej vstupenek, jeho premiérou byl pražský festival elektronické hudby Lunchmeat. 
V roce 2016 vstoupil GoOut do Polska a zahájil prodej vstupenek v Krakově, Varšavě, Poznani a Vratislavi. Poté následovala expanze do Berlína. Německo bylo tak vedle Česka a Polska třetí zemí, kde GoOut působí. Poslední zemí, o kterou GoOut rozšířil svůj kulturní přehled, se stalo Slovensko, kde od roku 2019 nabízí vstupenky především na akce v Bratislavě, Nitře a okolí.
Milník 1 milionu prodaných vstupenek dosáhl GoOut v roce 2017. Během roku 2019 si přes GoOut zakoupilo každý měsíc vstupenku na kulturní představení více než 200 000 lidí. V roce 2023 GoOut překonal hranici 13 milionů prodaných vstupenek.

## Mobilní aplikace
Kromě webových stránek je možné vstupenky zakoupit i přes intuitivní mobilní aplikaci GoOut, která je k dispozici ve verzi pro Android i iOS. 

## Tým
V současné době vede společnost Lukáš Jandač.  Pod sebou má více než 50členný tým, který se stará o aktuálnost obsahu a zajišťuje vývoj webu a mobilní aplikace, a také odbavení na kulturní akcích. 

## Podcasty a video obsah
GoOut se kromě správy kulturního přehledu věnuje i tvorbě vlastního obsahu. Na svém Youtube kanálu vydával mimo videozáznamy podcastů a dokumentární tvorby sérii GoOut Gigs vznikající ve spolupráci s platformou GOODGOOD, která představuje aktuální tvorbu českých a slovenských kapel, umělců a umělkyň v akustické podobě.
Pod hlavičkou GoOut zároveň vychází na platformách Spotify a Apple Podcasts podcasty jako Vyhonit ďábla, Stárnoucí mileniálové, Mrzení, V rapu, Beat Sexism Talks nebo Swag.

## Koronavirová pandemie
Od jara 2020 se stala stálou součástí kulturního přehledu kategorie Kultura online, do které byly zařazeny online koncerty, divadelní představení, diskuze či přednášky.
Na začátku koronavirové pandemie představil GoOut ve spolupráci s pražskou radní pro kulturu Hankou Třeštíkovou celorepublikový projekt na podporu kulturních institucí a umělců. Od 1. dubna 2020 do 1. května 2020 bylo možné přes GoOut zakoupit vstupenky na neexistující představení a podpořit tak příspěvkem své oblíbené divadlo, klub, galerii nebo umělecký soubor. Do projektu se zapojilo více než 180 institucí z 22 měst. Celkem se prodalo přes 8 000 vstupenek na neexistující kulturní zážitky v hodnotě 3 024 920 Kč.
Na podzim na Vstupenky na NIC navázala kampaň Vstupenky na NĚCO. Během ní kulturní instituce připravily jako poděkování pro své podporovatele speciální program v podobně divadelních představení, filmových promítání, komentovaných vycházek a diskuzí s umělci.

## Ocenění
V roce 2019 se GoOut stal jednou z 25 českých firem, které se umístily mezi 500 nejrychleji rostoucími technologickými start-upy v Evropě v žebříčku Deloitte Technology Fast 500 EMEA.
V roce 2019 získal 4. místo v Křišťálové lupě, a v roce 2020 během koronavirové pandemie 3. místo v kategorii E-commerce inspirace (Vstupenky na nic).

## Ohlasy v médiích
GoOut se objevil v několika českých i světových internetových médiích. Jako první na server upozornil týdeník MarketingSalesMedia. Mezinárodní server Spottedbylocals umístil GoOut na první místo ve svém přehledu nejzajímavějších serverů se zaměřením na Prahu.